# 茶平戰鬥
茶平戰鬥（：／），在越南稱作「光盛戰役」是大韓民國海軍陸戰隊第2旅（青龍旅）與越南人民軍陸軍（北越陸軍）在越南戰爭期間的一場軍事衝突，發生於1967年的越南共和國（南越）廣義省茶蓬縣茶平村（Thôn Trà Bình；現茶平社）一帶。這場戰役因韓國海軍陸戰隊在以寡敵眾的情況下擊退北越陸軍，而成為該部隊最著名的戰績之一。

## 經過
茶平戰鬥的起源是衝突爆發前，一位曾任越南南方民族解放陣線（越共）訓練基地指揮官的少校向南越投降，洩漏了越南人民軍正計畫對青龍旅的第11連發動突襲。
1967年2月14日，北越正規軍的第40營、第60營已前進至青龍旅11連駐紮區週邊的森林裡，並計劃切斷韓方的通訊、進一步將屯駐於該區的韓國海軍陸戰隊部隊悉數剷除。
2月15日黎明時分，北越部隊和越共開始對韓國基地外的線纜進行破壞，294名韓國海軍陸戰隊官兵，包括3營11連連長丁京鎮上尉（정경진），準備應戰並等待營部請求空中支援。但由於起霧，AC-47攻擊機無法攻擊越軍，因此青龍部隊僅擁有砲兵支援。當共軍突破韓軍防線後，隨即開始了激烈的交火。起初韓國海軍陸戰隊在火力上有優勢，然而逐漸被越軍的龐大數量所壓倒。但北越、越共部隊的隊形在韓方展開密集反攻後，便迅速瓦解。
戰鬥結束後，越軍在戰場遺留了246具屍體，同時韓國海軍陸戰隊繳獲了3支火焰噴射器、5具反坦克火箭發射器、2挺機槍、28枝步槍、100塊黃色炸藥及6,000發子彈。2名戰俘中，有一人為越南人民軍的營長。
在茶平村的敗仗之後，北越方面放棄了對美國海軍陸戰隊茱萊航空基地（Chu Lai Air Base）及廣義市兩地的後續攻擊計畫。